# Bistum Wau

Bistum Wau in der Kirchenprovinz Juba

Das Bistum Wau (lat. Dioecesis Vavensis) ist ein römisch-katholisches Bistum mit Sitz in Wau und umfasst die Regionen der ehemaligen Bundesstaaten Western Bahr el Ghazal, Northern Bahr el Ghazal und Warrap im Südsudan.

## Geschichte
Am 13. Mai 1913 wurde die Apostolische Präfektur Bahr al-Ghazal gegründet und aus dem Apostolischen Vikariat Zentralafrika herausgetrennt. Sie wurde am 13. Juni 1917 zum Apostolischen Vikariat erhoben und spaltete sich bis 1955 in zahlreiche neu errichtete Apostolische Präfekturen und Apostolische Vikariate. Am 26. Mai 1961 wurde das Apostolische Vikariat Bahr al-Ghazal in Wau umbenannt und 1974 zur Diözese erhoben.

## Bischöfe

### Apostolische Präfekten von Bahr al-Ghazal
- Antonio Stoppani MCCJ (30. Mai 1913–13. Juni 1917)

### Apostolische Vikare von Bahr al-Ghazal/Wau
- Antonio Stoppani MCCJ (13. Juni 1917–1933)
- Rodolfo Orler MCCJ (11. Dezember 1933–19. Juli 1946)
- Edoardo Mason MCCJ (8. Mai 1947–10. Mai 1960)
- Ireneus Wien Dud (10. Mai 1960–12. Dezember 1974)

### Bischöfe von Wau
- Gabriel Zubeir Wako (12. Dezember 1974–30. Oktober 1979)
- Joseph Bilal Nyekindi (24. Oktober 1980–2. November 1995)
- Rudolf Deng Majak (2. November 1995–6. März 2017)
- Matthew Remijio Adam Gbitiku MCCJ (seit 18. November 2020)

## Pfarreien
2002 gab es im Bistum Wau insgesamt 17 Pfarreien.
Nur zu den 15 Pfarreien im Jahre 2000 gibt es weitere Informationen. In folgenden Orten bestanden die Sitze der 15 Pfarreien (Stand: 2000):
- Wau (gegründet um 1905)
- Sikkat al-Hadid – St. Josef (gegründet um 1976)
- Nazareth (gegründet um 1982)
- Bussere (gegründet am 7. August 1933)
- Mboro (gegründet um 1917)
- Aweil (gegründet um 1950)
- Raja (gegründet um 1935)
- Mayen (gegründet um 1946)
- Gordhiim (gegründet um 1953)
- Nyamlell (gegründet um 1934)
- Kayango (gegründet am 7. März 1905)
- Kwajok (gegründet um 1923)
- Kpaille Raffili (gegründet um 1914 / 1954)
- Mbili (gegründet am 17. März 1904)
- Deim Zubeir (gegründet um 1926)